# 팩터 (프로그래밍 언어)
팩터(Factor)는 슬라바 페스토브가 만든 스택 지향 프로그래밍 언어이다. 팩터는 동적 자료형 체계를 특징으로 하며 자동 메모리 관리 기능과 강력한 메타프로그래밍 기능들을 보유하고 있다. 이 언어는 셀프 호스팅되는 최적화 컴파일러와 상호작용적 개발 환경을 갖춘 단일 구현체를 보유하고 있다. 팩터 배포판은 대형 표준 라이브러리를 포함하고 있다.

## Hello World 예시
```
"hello world" print
```